# ماهیچه کشنده نرم‌کام
ماهیچه کِشنده نرم‌کام یا عضله جمع‌کننده پرده کامی (انگلیسی: Tensor veli palatini muscle) ماهیچه پهن و باریک و روبان‌مانندی است در سر که کار جمع‌کردن نرم‌کام را برعهده دارد.
ماهیچه کشنده نرم‌کام به همراه ماهیچه بالابرنده نرم‌کام عضلاتی هستند که کام و زبان کوچک را بالا برده و صاف می‌کند، در نتیجه گذرگاه نازوفارنکس (مجرای بینی) را مسدود می‌کنند. این مسئله باعث می‌شود مواد غذایی و مایعات وارد حفره بینی نشود. در حین بلع، قسمت آویخته غضروف که زبانک نامیده می‌شود، دهانه حنجره را می‌پوشاند و در نتیجه از ورود غذا و مایعات به نای جلوگیری می‌کند.

## نگارخانه

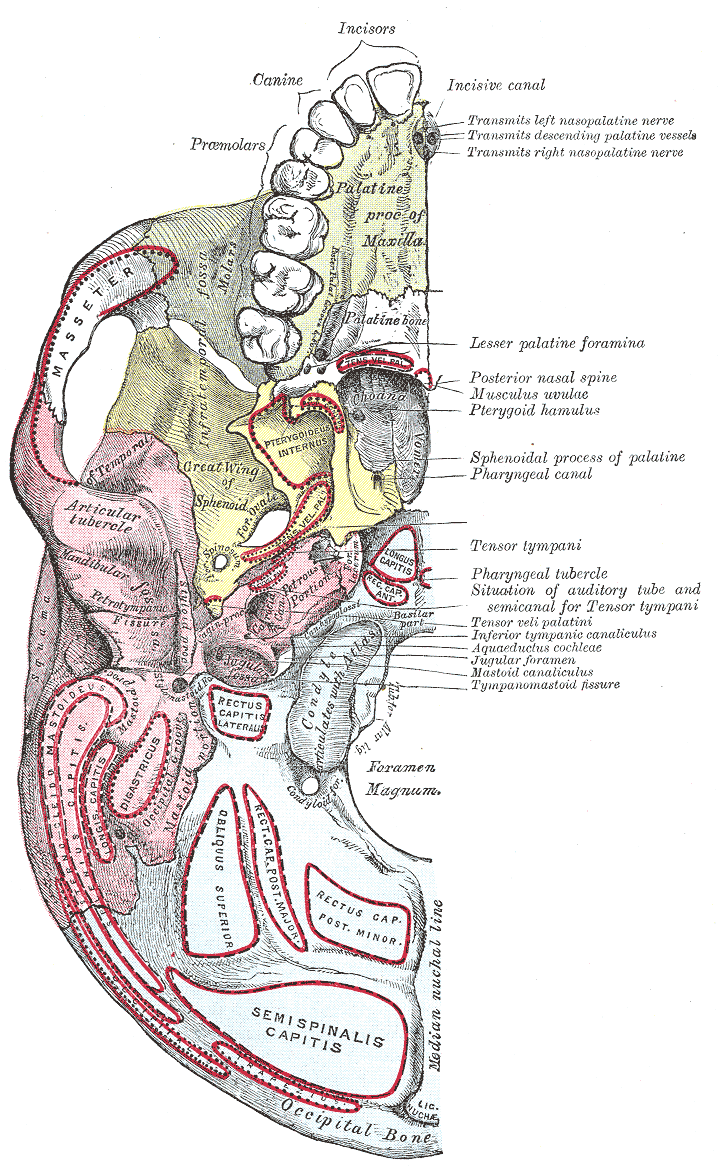
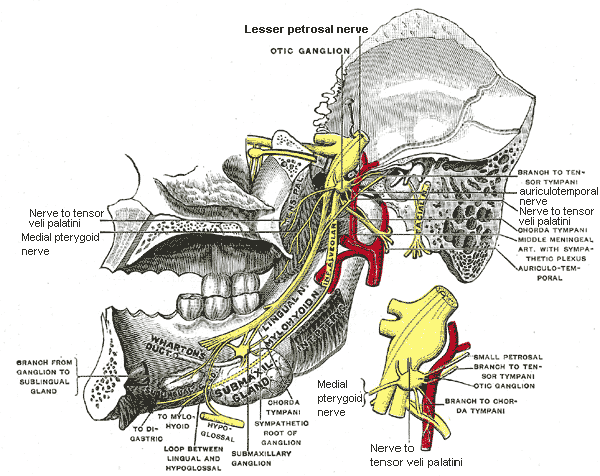